# Phryganopteryx griveaudi
Phryganopteryx griveaudi är en fjärilsart som beskrevs av De Toulgoët 1958. Phryganopteryx griveaudi ingår i släktet Phryganopteryx och familjen björnspinnare. Inga underarter finns listade i Catalogue of Life.